# 1010
| [ Edytuj tabelę ]              |                                                       |
| Książę Polski                  | - 992 Bolesław I Chrobry 1025                         |
| Król Angkoru                   | - 1002 Dżajawirawarman 1010 - 1010 Surjawarman I 1048 |
| Król Anglii                    | - 978 Ethelred II Bezradny 1016                       |
| Hrabia Aragonii i król Nawarry | - 1000 Sancho III Wielki 1035                         |
| Hrabia Barcelony               | - 992 Rajmund Borrell 1017                            |
| Książę Bawarii                 | - 1005 Henryk V 1026                                  |
| Książę Burgundii               | - 1004 Rudolf III 1016                                |
| Cesarz Bizancjum               | - 976 Bazyli II Bułgarobójca 1025                     |
| Car Bułgarii                   | - 976 Samuel Komitopul 1014                           |
| Cesarz Chin                    | - 997 Song Zhenzong 1022                              |
| Książę Czech                   | - 1004 Jaromir 1012                                   |
| Król Danii                     | - 987 Swen Widłobrody 1014                            |
| Władca Egiptu                  | - 996 Al-Hakim bi-Amr Allah 1021                      |
| Król Francji                   | - 996 Robert II Pobożny 1031                          |
| Król Gruzji                    | - 1001 Bagrat III 1014                                |
| Hrabia Holandii                | - 993 Dirk III 1039                                   |
| Król Irlandii                  | - 1002 Brian Śmiały 1014                              |
| Cesarz Japonii                 | - 986 Ichijō 1011                                     |
| Kalif                          | - 991 Al-Kadir 1031                                   |
| Hrabia Kastylii                | - 995 Sancho I Garcia 1017                            |
| Król Kastylii                  | - 1000 Sancho III 1035                                |
| Wielki książę Kijowa           | - 978 Włodzimierz I Wielki 1015                       |
| Patriarcha Konstantynopola     | - 999 Sergiusz II 1019                                |
| Władca Korei                   | - 1009 Hyŏnjong 1031                                  |
| Król Leónu                     | - 999 Alfons V 1028                                   |
| Król Norwegii                  | - 999 Swen Widłobrody 1015                            |
| Hrabia Palatynatu              | - 994 Ezzon 1034                                      |
| Papież                         | - 1009 Sergiusz IV 1012                               |
| Hrabia Portugalii              | - 1008 Alvito Nunes 1015                              |
| Książę Saksonii                | - 973 Bernard I 1011                                  |
| Król Szkocji                   | - 1005 Malcolm II 1034                                |
| Król Szwecji                   | - 995 Olof Skötkonung 1022                            |
| Doża Wenecji                   | - 1009 Otton Orseolo 1026                             |
| Król Węgier                    | - 1000 Stefan I Święty 1038                           |

Rok 1010 / MX
stulecia: X wiek ~
XI wiek ~
XII wiek

lata: 1000 «
1005 «
1006 «
1007 «
1008 «
1009 «
1010
» 1011
» 1012
» 1013
» 1014
» 1015
» 1020

## Wydarzenia w Polsce
- Pojawiły się pierwsze wzmianki o Głogowie - w kronice Thietmar wspominał o najechaniu Głogowa przez Niemców pod dowództwem cesarza Henryka II.

## Wydarzenia na świecie
- 8 marca – perski poeta Ferdousi ukończył pisanie Szahname, narodowego eposu Persów i Tadżyków.

- Urzędujący katolikosi gruzińskiego Kościoła Prawosławnego zaczęli nosić równocześnie miano patriarchów.

## Urodzili się
- Michał IV Paflagończyk, cesarz bizantyjski od 11 kwietnia 1034 (zm. 1041)
- Odon Akwitański, książę Akwitanii i Gaskonii, hrabia Poitiers (zm. 1039)

## Zmarli
- Św. Grzegorz z Nareku (Grigor Narekaci), jeden z największych poetów  i uczonych ormiańskich (data śmierci przybliżona), (ur. ok. 944)
- Wyszesław Włodzimierzowic, książę nowogrodzki z dynastii Rurykowiczów (ur. ?)